# نانا أولا
نانا أولا (بالإنجليزية: Nana - Ula)‏ معداوي بحري رائد قاد شعبه من كاهيكي (الاسم القديم لتاهيتي) إلى هاواي على مدى آلاف السنين الماضية. تستمر الرحلة أكثر من أربعة الاف كم، يقوم شاعره ومنجمه كاما هوا ليلي بتلاوة القصائد الملحمية التي تمجد تاريخ الأبطال الأجداد ومغامراتهم. بعد أن استقر شعبه في الجزر صار نانا أولا الملك الأول على هاواي. ومنه انحدرت سلالة ملوك هاواي. 